# هانس فيكنر
هانس فيكنر (بالألمانية: Hans Fichtner)‏ (و. 1917 – 2012 م) هو مهندس فضاء جوي، ومهندس من ألمانيا، والولايات المتحدة، ولد في لايبزيغ، توفي في هنتسفيل، ألاباما، عن عمر يناهز 95 عاماً.